# Waterzuivering

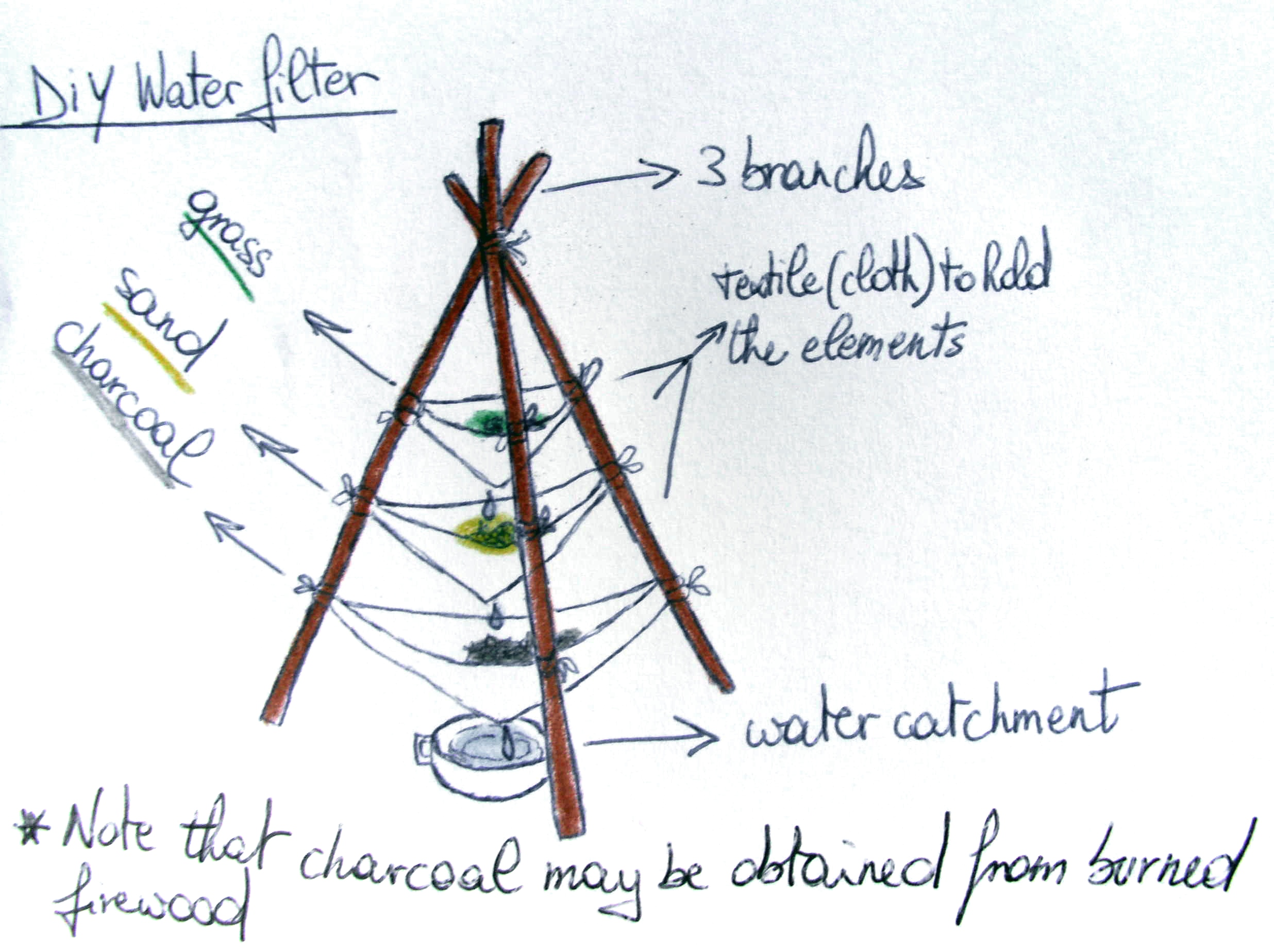
Doe-het-zelfwaterzuivering: filteren door lappen stof gevuld met gras, zand en houtskool.

Waterzuivering is het verwijderen van stoffen uit water.
Waterzuivering bestaat in verschillende gradaties van natuurlijke zuivering tot aan door de mens geforceerde zuivering. Water heeft weliswaar een zelfreinigend vermogen, maar wanneer het water te sterk vervuild is, is extra kunstmatige waterzuivering gewenst, opdat fauna en flora in en om het water zich kunnen herstellen. De zuivering kan ingedeeld worden naar de te bereiken zuiverheidsgraad: van min of meer schoon tot ultrapuur.

## Natuurlijke waterzuivering
Bij waterzuivering wordt in eerste instantie een onderscheid gemaakt tussen het verwijderen van vast materiaal en van opgeloste stoffen uit het water. Vast materiaal dat zwaarder is dan water, zoals stof, zand, plantenmateriaal en fecaliën, bezinkt in het water. Vaste stoffen blijven ook achter in de bodem wanneer regen of afstromend water de bodem indringt, voordat dit water op een andere plaats weer bovenkomt.
Water in de natuur bevat allerlei micro-organismen. Deze zorgen ervoor dat de organische stoffen in het water na verloop van tijd worden afgebroken. Dit proces wordt biologische zelfreiniging genoemd en berust op een ongestoorde werking van voedselketens waarbij afvalstoffen van het ene organisme dienstdoen als voedsel voor het andere organisme.
Voor het verteren van afvalstoffen hebben de meeste micro-organismen zuurstof nodig. Daarom zal dit natuurlijke zuiveringsproces beter verlopen in goed belucht water - zoals een klaterende bergbeek - dan in stilstaand of warm water waar de zuurstofconcentratie veel lager is.

## Toepassingen

### Afvalwaterzuivering
Afvalwaterzuivering is het zuiveren van afvalwater van organische en chemische afvalstoffen. Doelstelling daarbij is in het algemeen dat het biologische leven in rivieren, meren en zeeën waarop het effluent (het gezuiverde water) wordt geloosd geen hinder ondervindt van de lozingen. 
Bij het lozen van ongezuiverd afval- en rioolwater komt er een moment dat de toevoer van afvalstoffen te groot wordt voor het natuurlijke zelfreinigingsvermogen van het water waarin wordt geloosd. Het biologische evenwicht wordt dan verstoord. Hierdoor kan lichtdoorlatendheid en de zuurstofconcentratie in het water zo sterk afnemen dat het aquatisch leven afsterft. Om dit te voorkomen is kunstmatige waterzuivering nodig, met behulp van bijvoorbeeld rioolwaterzuiveringsinstallaties of helofytenfilters. In deze installaties worden de natuurlijke zuiveringsprocessen toegepast tot een niveau dat een natuurlijke waterloop aan kan na lozing. Stoffen die niet afgebroken kunnen worden, zoals zware metalen, worden via een (chemische) scheiding (coagulatie, flocculatie en sedimentatie) uit het water gehaald.

### Drinkwaterzuivering
Drinkwaterzuivering is het zuiveren van voor drinkwater bestemd grond- en oppervlaktewater van organische en chemische stoffen die uit oogpunt van gezondheid en smaak ongewenst zijn. Overheden hebben normen geformuleerd voor drinkwater.
Natuurlijk water zoals schoon grond- of oppervlaktewater is meestal niet zonder meer bruikbaar als drinkwater. Bovendien is niet altijd voldoende natuurlijk schoon water beschikbaar voor de productie van drinkwater. Daarom zijn ook wettelijke regels gesteld voor de bescherming van waterwingebieden voor de drinkwatervoorziening. Afhankelijk van de kwaliteit van het gebruikte ruwwater voeren waterleidingbedrijven verschillende stappen uit die het natuurlijke zuiveringsproces versterken of vervangen, alsook stappen die gericht bepaalde stoffen verwijderen door middel van natuurkundige en scheikundige processen. 
De belangrijkste zuiveringsmethoden zijn:
- beluchting, om het zuurstofgehalte van het water te verhogen, opgelost ijzer en mangaan te laten uitvlokken en neerslaan en opgeloste gassen als methaan en waterstofsulfide te verwijderen
- snelle en langzame zandfiltratie
- coagulatie, flocculatie en sedimentatie voor het verwijderen van zeer kleine zwevende deeltjes
- actieve koolfiltratie
- membraanfiltratie, het onder hoge druk verwijderen van bacteriën, virussen en zouten
- desinfectie door behandeling met ozon, UV-licht of chloor; in Nederland is chloor niet meer als primair desinfectiemiddel toegestaan sinds 2005.

Daarnaast kunnen nog andere behandelingen worden uitgevoerd die niet zijn gericht op zuivering, zoals ontharding of pH correctie.

### Private toepassingen van waterzuivering
In sommige situaties wordt water privé gezuiverd door particulieren, bedrijven en instellingen. Private toepassingen van waterzuivering zijn onder meer: 
- Zuivering van zwembadwater in zwembaden.
- Zuivering van water in het kader van legionellapreventie.
- Zuivering van drinkwater in situaties waar langdurige stilstand van water optreedt, zoals bij vakantiewoningen of bij de waterreservoirs van caravans of aan boord van schepen. Bij langdurige stilstand van water kunnen micro-organismen zich vermenigvuldigen. Doorspoelen van leidingen en schoonmaken van reservoirs kan onpraktisch of ontoereikend zijn, bijvoorbeeld wanneer er een biofilm is aangegroeid.
- Zuivering van (drink)water bij winning uit privé-waterputten of van opgevangen regenwater.
- Extra zuivering van reeds gezuiverd drinkwater wanneer hieraan aanvullende eisen worden gesteld (verbruikspunt-drinkwatersystemen)
- Zuivering van proceswater waaraan bijzondere eisen worden gesteld of van industrieel afvalwater om te voldoen aan de eisen van lozing op het riool of het oppervlaktewater. Industrieën waar grote hoeveelheden water worden gezuiverd, zijn onder meer de papierindustrie, aardappelzetmeelindustrie, suikerindustrie, zuivelindustrie, bierbrouwerijen en petrochemische industrie. In de voedingsmiddelenindustrie wordt naast aerobe waterzuivering (met zuurstof) vaak ook anaerobe waterzuivering (met methaanbacteriën, zonder zuurstof) toegepast.
- zuivering van proceswater in de mijnbouw, een intensief en in bepaalde landen verwaarloosd procedé; een mogelijk alternatief hiervoor is de verwerking van het erts via bioleaching.
- Zuivering van zeewater voor drinkwater of voor andere gebruiksdoelen aan boord van zeeschepen.

Veel gebruikte particuliere zuiveringsmethoden zijn desinfectie- en filtratiemethoden zoals omgekeerde osmose.

### Waterzuivering voor buitensporters en wereldreizigers
Voor buitensporters en wereldreizigers zijn er verschillende methoden om onderweg veilig drinkwater te zuiveren uit onbetrouwbare bron. De belangrijkste typen verontreiniging voor kraanwater en water uit natuurlijke bron zijn:
- Grof materiaal zoals zand
- Fijn materiaal zoals klei
- Bacteriën
- Virussen
- Chemische stoffen zoals zware metalen en pesticiden

Dood en levenloos materiaal zowel grof als fijn geeft meestal geen gezondheidsproblemen maar kan wel onaangenaam of onsmakelijk zijn. Chemische verontreiniging geeft meestal vooral op de langetermijnpotentieel grote gezondheidsrisico's, terwijl bacteriën en virussen al tijdens de reis ernstige ziekte kunnen veroorzaken.
Voor deze doelgroep bruikbare behandelmethoden voor drinkwater zuiveren nooit alle typen verontreiniging. Afhankelijk van de verwachte verontreiniging, persoonlijke voorkeur en praktische overwegingen zal dus moeten worden gekozen uit een of meerdere zuiveringsmethoden.
- Koken doodt vrijwel alle bacteriën, andere parasieten en virussen
- Zuiveringstabletten doden bacteriën en virussen
- Papier, textiel of fijn gaas verwijdert grof materiaal
- Speciale filterzak verwijdert grof materiaal en sommig fijn materiaal
- Keramisch filter verwijdert grof en fijn materiaal, bacteriën en enkele soorten virussen
- Membraanfilter verwijdert grof en fijn materiaal, bacteriën en enkele soorten virussen
- Actievekoolfilter verwijdert sommige chemische verontreiniging
- UV-lamp doodt bacteriën en virussen
- Ozon doodt bacteriën en virussen

## Waterkwaliteit
De contaminatie van water en de afbreekbaarheid van de contaminanten kunnen worden uitgedrukt in verschillende kengetallen. De belangrijkste zijn:
1. Biochemisch zuurstofverbruik (BZV); deze waarde geeft aan hoeveel zuurstof (in mg per liter) een micro-organisme na 5 dagen, bij 20 graden Celsius in het donker heeft opgenomen. De term heet ook wel BZV520.
2. Chemisch zuurstofverbruik (CZV); gelijksoortige waarde als de BZV; deze waarde geeft de zuurstofbehoefte aan die nodig is om alle in het water aanwezige organische stoffen door middel van kaliumdichromaat te oxideren.
3. Kjeldahl-stikstof (Kj-N); deze waarde geeft de hoeveelheid stikstof aan die aanwezig is als vrij ammonium en die welke vastzit in organische verbindingen als eiwitten en humus.
4. Fosfaat (P); deze waarde geeft de hoeveelheid fosfaat aan die aanwezig is als opgelost fosfaat (ortho-fosfaat) of in gebonden vorm in organische verbindingen. De verwijdering van fosfaat is van belang omdat fosfaat de groei van algen sterk bevordert.
5. TOC-waarde (Total Organic Carbon); deze waarde geeft de totale hoeveelheid van de aanwezige organische koolstof aan.
6. AOX-waarde, wat staat voor adsorbeerbare, organische, gebonden halogenen; deze parameter wordt in de papierindustrie veel gebruikt om het chloorgehalte van water en papier te bepalen en te vergelijken.